# Billy Arjan Singh
|  | Dieser Artikel wurde aufgrund von formalen oder inhaltlichen Mängeln in der Qualitätssicherung Biologie zur Verbesserung eingetragen. Dies geschieht, um die Qualität der Biologie-Artikel auf ein akzeptables Niveau zu bringen. Bitte hilf mit, diesen Artikel zu verbessern! Artikel, die nicht signifikant verbessert werden, können gegebenenfalls gelöscht werden. Lies dazu auch die näheren Informationen in den Mindestanforderungen an Biologie-Artikel. |

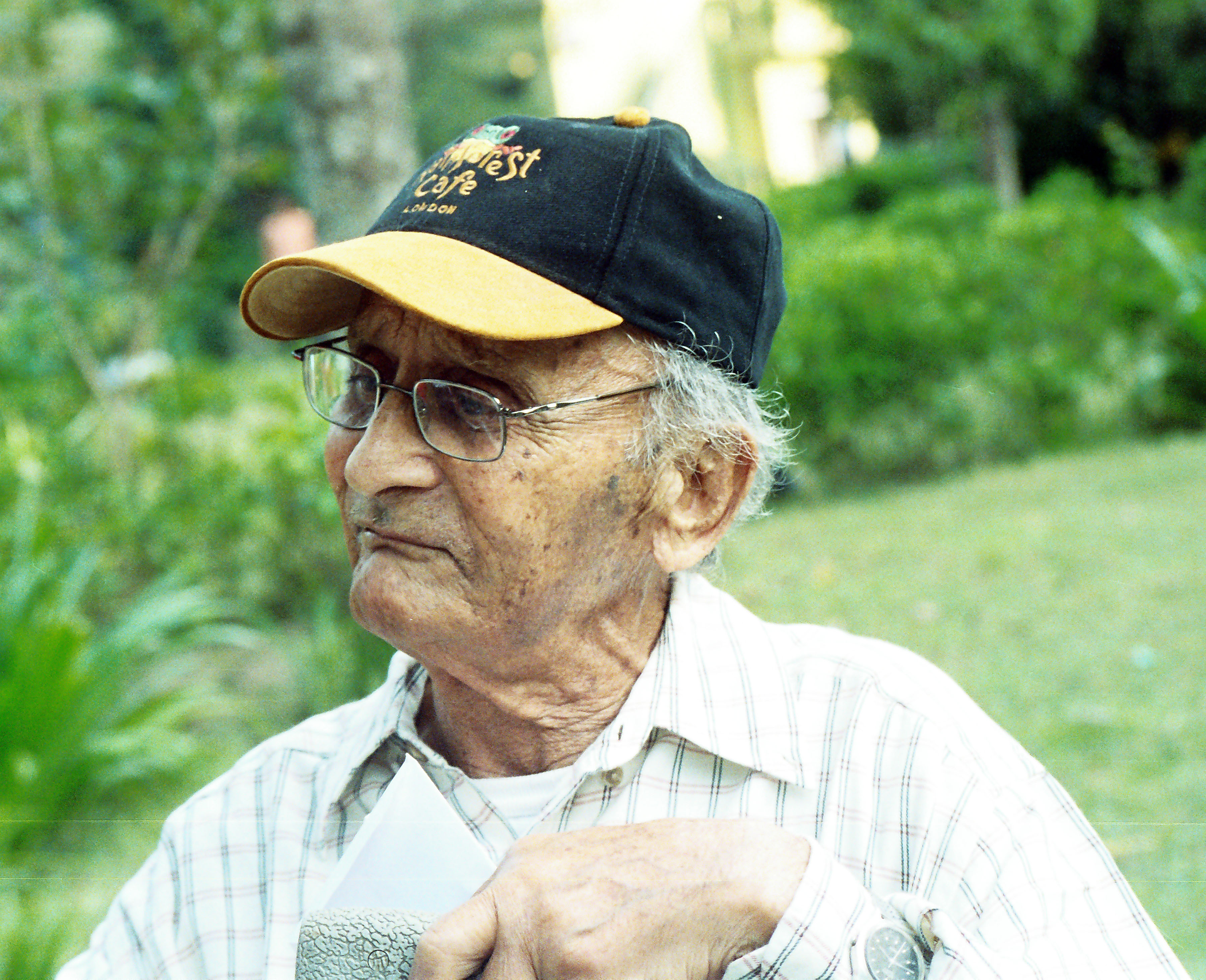
Billy Arjan Singh

Billy Arjan Singh (* 15. August 1917; † 1. Januar 2010) war ein indischer Jäger, Naturschützer und Autor. Er war der Erste, der versucht hat, Tiger und Leoparden auszuwildern.
Er hat sich bei Indira Gandhi dafür eingesetzt, dass das ehemalige Waldschutzgebiet Dudhwa zum Nationalpark erklärt wurde. Im Jahre 1976 wurde er für sein Engagement im Naturschutz mit der Goldmedaille des World Wildlife Fund ausgezeichnet.

## Bücher

### Englische Ausgaben
- Tiger Haven. Macmillan, London 1973
- Tara, a tigress. Quartet Books, London and New York, 1981
- Prince of cats. Jonathan Cape, London 1982
- Tiger! Tiger! Jonathan Cape, London 1984
- The legend of the maneater. Orient Longman, New Delhi 1993
- Arjan Singh's tiger book. (Ko-Autor) Lotus Collection, Roli Books, New Delhi 1998
- Eelie and the big cats. Oxford University Press, New Delhi and New York 2001
- Watching India's wildlife : the anthology of a lifetime. Oxford University Press, New Delhi 2003